# Juan Ramón Carrasco
Juan Ramón Carrasco Torres (Sarandí del Yí, 15 settembre 1956) è un allenatore di calcio ed ex calciatore uruguaiano, di ruolo centrocampista.
Da giocatore ebbe una carriera molto lunga, caratterizzata da frequenti trasferimenti da un club all'altro, che lo portò a vestire le maglie di 14 squadre in 7 differenti paesi.

## Biografia
Nato a Sarandí del Yi, cittadina del Dipartimento di Durazno, fu l'ultimo di quattro fratelli; i suoi genitori erano Juan Carlos Carrasco e Ramona Torres. Si avvicinò al calcio in gioventù, seguendo con particolare attenzione le gesta del calciatore del Nacional Montevideo Ildo Maneiro; grazie anche all'incoraggiamento della madre, che insistette affinché andasse a giocare proprio al Nacional, entrò a far parte di tale club. Si è sposato due volte, e ha avuto 7 figli: oltre a Jonatan Jossen, nato in Argentina, dal primo matrimonio ebbe Juan Carlos, Naike e Makarena, mentre dal secondo (con Claudia Finkbein) Melanie e le gemelle Aymara e Aylin.

## Caratteristiche tecniche
Carrasco fu un centrocampista dalle caratteristiche offensive. Era particolarmente abile nell'esecuzione dei calci di punizione, ed era dotato di buona forza fisica e spiccate qualità tecniche, nonché di discreta capacità realizzativa.

## Carriera

### Giocatore

#### Club
Debuttò in Primera División de Uruguay il 28 novembre 1974, a 18 anni contro il Fénix, sebbene già avesse giocato con la prima squadra una amichevole il 22 agosto 1973 contro la medesima squadra; con la maglia del Nacional dimostrò le sue qualità, arrivando alla vittoria del titolo nazionale nel 1977 e a 4 secondi posti (1973, 1974, 1975 e 1978). Lasciò la società della capitale quando, nel 1978, venne acquistato dal River Plate di Buenos Aires 
per 107.500 dollari assieme ad Alfredo De Los Santos, suo compagno di squadra; al Nacional andò Víctor Marchetti quale parziale contropartita tecnica. Giunto in Argentina, Carrasco ebbe qualche difficoltà d'adattamento, a causa delle differenze tra i due paesi, e fece frequenti viaggi non autorizzati in Uruguay.
Alla sua prima stagione con la maglia dalla banda rossa vinse sia Metropolitano che Nacional, giocando piuttosto spesso, anche se inizialmente il tecnico Ángel Labruna lo considerava una riserva. Con lo stesso Labruna Carrasco ebbe alcuni diverbi, che sfociarono, nel 1980, nella richiesta  di essere ceduto, in seguito a una riunione con il presidente del club Rafael Aragón Cabrera e l'allenatore. Venne dunque ceduto al Racing di Avellaneda, con cui giocò con continuità e segno molte reti, arrivando vicino al titolo di miglior marcatore nel Metropolitano 1981 con 18 gol.  Si trasferì poi in Messico, all'UAG, dove rimase sino al 1983, accumulando 28 presenze e 4 segnature in Primera División de México. Tornò al Nacional nel 1984, ma vi rimase solo per quell'anno, scegliendo di accasarsi al Cúcuta Deportivo in Colombia; dopo aver giocato il Fútbol Profesional Colombiano 1985, fece ritorno in patria al Danubio. Nel 1986 fu ancora al Nacional, da cui lo prelevò il Cadice l'anno dopo.
In Spagna Carrasco disputò parte della Primera División spagnola 1986-1987, scendendo in campo per 10 volte e andando a segno per 2 volte; a fine stagione, il Cadice terminò all'ultimo posto. Tornò poi al Nacional, mentre nel 1988 vestì i colori del River Plate di Montevideo; nel 1989 passò al rivale storico del Nacional, il Peñarol. Nel 1990 tentò un'esperienza in Brasile, firmando un contratto per il San Paolo. Nella capitale dello Stato di San Paolo il centrocampista uruguaiano giocò quattro gare dall'agosto all'ottobre 1990 in campionato, mentre in Coppa del Brasile 1990 raccolse 5 presenze con 2 gol segnati, entrambi nella vittoria per 2-0 sull'União Bandeirante del 27 giugno. Lasciato il Brasile, fu il River Plate Montevideo ad accoglierlo nei propri ranghi; nel 1992 giocò con il Bella Vista e l'anno dopo andò in Venezuela, al Marítimo. Dopo aver disputato alcune gare con Nacional e Rampla Juniors ed aver interrotto l'attività nel 1997, la riprese nel 2000 per svolgere il ruolo di giocatore-allenatore al Rocha. Si ritirò nel giugno 2001 dopo aver lasciato la carica di tecnico del club.

### Nazionale
Carrasco, anche per via della sua nomea di giocatore fumantino e problematico, ebbe un rapporto piuttosto altalenante con la Nazionale uruguaiana. Fece il suo debutto ufficiale il 1º ottobre 1975 nell'incontro della Copa América 1975 contro la Colombia, al Centenario di Montevideo. Questo fu l'unico incontro giocato da Carrasco nella competizione. Negli anni seguenti, fu impiegato con scarsa continuità, non venendo chiamato né per la Copa América 1979 né per la Copa América 1983. L'ultima gara disputata dal centrocampista con la casacca della Celeste ebbe luogo il 26 maggio 1985; in tutta la sua carriera internazionale, raccolse 19 presenze con 2 gol.

### Allenatore
La carriera di tecnico di Carrasco ebbe inizio nel 2000, con l'esperienza alla guida del Rocha, società creata nel 1999 e militante nella Segunda División Profesional de Uruguay; ricoprendo il doppio ruolo di allenatore e calciatore, assommò 35 presenze e 12 reti in cadetteria, scegliendo di ritirarsi come giocatore in seguito al termine dell'annata 2001. Nel 2002 venne incaricato di guidare il Fénix, sostituendo Miguel Ángel Puppo, improntando la squadra al gioco offensivo e portandola a qualificarsi per due volte alla Coppa Libertadores grazie alla doppia vittoria della Liguilla Pre-Libertadores de América.
Grazie ai successi ottenuti in campo nazionale, la Asociación Uruguaya de Fútbol lo chiamò per allenare la Nazionale di calcio uruguaiana, di cui divenne il 44º commissario tecnico, debuttando l'8 giugno 2003 contro la Corea del Sud. Arrivato in panchina, scelse di operare una frattura con gli anni precedenti, lasciando fuori svariati elementi reduci dal campionato del mondo 2002, e adottando gli schemi tattici che, nel corso della sua carriera di allenatore, ha utilizzato con maggior frequenza: il 3-3-1-3, il 4-2-1-3, il 4-3-3 e il 4-3-1-2.
Alla guida della Nazionale Carrasco prese parte alle qualificazioni al campionato mondiale di calcio 2006; schierando formazioni offensive l'Uruguay segnò molte reti, mostrando un buon rendimento nel corso delle eliminatorie, ma il 31 marzo la squadra perse contro il Venezuela al Centenario per 3-0, e questa sconfitta, di fatto, costò il posto da CT a Carrasco, che venne sostituito da Jorge Fossati nel maggio 2004. Dopo un paio d'anni di pausa, Carrasco venne contattato dal River Plate di Montevideo, che gli offrì di guidare la squadra in campionato; il tecnico accettò, e mise in pratica anche in tale club i suoi metodi, alternando i capitani e schierando la formazione con caratteristiche prettamente votate all'attacco.
Nella stagione 2006-2007 la squadra giunse all'11º posto nell'Apertura e al 5º nel Clausura; nell'annata successiva terminò rispettivamente 4º e 1º, arrivando dunque al secondo posto complessivo. Nel 2008-2009 si guadagnò la qualificazione alla Copa Sudamericana 2009 grazie al 3º posto nella Liguilla; nel torneo internazionale, il River giunse alla semifinali, esibendo il classico tiqui-tiqui, lo stile di gioco così denominato da Carrasco, venendo eliminato dalla LDU Quito guidata da Fossati. Nel 2010 Carrasco è stato assunto dal Nacional di Montevideo.

## Palmarès

### Giocatore

#### Club

##### Competizioni nazionali
- Campionato uruguaiano: 1

Nacional: 1977
- Campionato argentino: 3

River Plate: Metropolitano 1979, Nacional 1979, Metropolitano 1980
- Campionato venezuelano: 1

Marítimo: 1992-1993

#### Individuale
- Capocannoniere del campionato uruguaiano: 1

1986 (11 gol)
- Calciatore uruguaiano dell'anno: 1

1986-1987